# Henrietta Mensa-Bonsu
Henrietta Joy Abena Nyarko Mensa-Bonsu (* 29. Oktober 1957 in Kumasi, Ghana) ist eine ghanaische Rechtsanwältin und Hochschullehrerin. Sie wurde 2002 Professorin an der juristischen Fakultät der University of Ghana und war Präsidentin der Ghana Academy of Arts and Sciences sowie Direktorin des Legon Centre for International Affairs and Diplomacy (LECIAD). 2014 wurde sie zum Mitglied des unabhängigen Gremiums für Friedenseinsätze des Generalsekretärs der Vereinten Nationen ernannt. Am 26. Mai 2020 wurde sie als fünfte Frau als Richterin am Obersten Gerichtshof vereidigt.

## Leben und Werk
Mena-Bonsu besuchte von 1970 bis 1977 die Wesley Girls High School in Cape Coast und studierte dann an der University of Ghana, wo sie 1980 ihren Bachelor of Laws (LLB) mit Auszeichnung erlangte. Anschließend besuchte sie bis 1982 die Ghana School of Law und wurde 1982 als Anwältin zugelassen. 1985 erwarb sie an der Yale University ihren Master of Laws (LLM). 
Sie wurde 1985 als Dozentin an der juristischen Fakultät der University of Ghana in Legon angestellt und erhielt dort 2002 eine ordentliche Professur. 2003 wurde sie zum Fellow der Ghana Academy of Arts and Sciences gewählt. Sie leitete von 2012 bis 2018 das Legon Centre for International Affairs and Diplomacy und war von 2009 bis 2021 Präsidentin der Ghana Academy of Arts and Sciences. 2020 wurde sie für das Richteramt am Obersten Gerichtshof nominiert und am 26. Mai von Präsident Nana Addo Dankwa Akufo-Addo bei einer Zeremonie vereidigt.
Auf nationaler Ebene war sie Mitglied des Rechtsausschusses der ghanaischen Kinderkommission, vertrat Ghana beim zwischenstaatlichen Expertentreffen zum Entwurf der Afrikanischen Charta der Rechte des Kindes, war Mitglied des Präsidentenausschusses zur Überprüfung der Bildungsreformen, der Nationalen Versöhnungskommission und des ghanaischen Polizeirats. Zu ihren nationalen Aufgaben im öffentlichen Sektor gehören die Mitgliedschaft in der National Reconciliation Commission, dem Ghana Police Council, der New Times Corporation, der Ghana Broadcasting Corporation und der Ayawaso West Wuogon Commission of Inquiry into Electoral Violence. Sie war von 2016 bis 2018 Mitglied des Verwaltungsrats des National African Peer Review Mechanism und von 2018 bis 2019 Mitglied der National Development Planning Commission. 
Sie war nichtgeschäftsführende Direktorin der Standard Chartered Bank und von 2018 bis 2020 Mitglied des Verwaltungsrats der STAR-GHANA Foundation. Sie vertrat 1990 Ghana beim „Zwischenstaatlichen Expertentreffen zum Entwurf der Afrikanischen Charta der Rechte des Kindes“, war von 2001 bis 2002 im Komitee namhafter Juristen der OAU im Fall Lockerbie und arbeitete 2006 im Komitee namhafter Juristen der AU im Fall Hissene Habre.
Von 2007 bis 2011 war sie stellvertretende Sondergesandte des UN-Generalsekretärs für Rechtsstaatlichkeit (DSRSG RoL) in der UN-Mission in Liberia (UNMIL) im Rang einer stellvertretenden Generalsekretärin. Seit 2012 fungiert sie als zivile Mentorin für die ECOWAS Senior Mission Leadership Courses, die Senior Mission Leadership Courses der Vereinten Nationen und die UN Police Commanders Courses, die die wichtigsten Leiter von Friedensmissionen vorbereiten. 2015 wurde sie vom UN-Generalsekretär in das High Level Independent Panel on Peace Operations (HIPPO) berufen, um die UN-Friedenssicherung zu überprüfen.
Mensa-Bonsu forschte und veröffentlichte zu Strafrecht und Strafjustiz, Familienrecht und Kinderrechten. Sie war Gastdozentin an der Queen’s University Belfast, der Northwestern University School of Law, Gastwissenschaftlerin an der Universität Leiden in den Niederlanden und 2014 Diplomat-in-Residence an der School of Public and International Affairs der North Carolina State University. 2014 war sie Dozentin der Alumni-Vereinigung der University of Ghana und 2023 Aggrey-Fraser-Guggisberg-Gedenkdozentin bei den wichtigsten jährlichen Vorlesungen der University of Ghana.
Mensa-Bonsu heiratete Kwaku Mensa-Bonsu, mit dem sie drei Kinder bekam.

## Auszeichnungen und Ehrungen (Auswahl)
- 1980: MaCallien-Preis für den besten Absolventen der Volta Hall
- 1984: McDougal-Stipendium der Yale University
- 1991: Fulbright-Stipendium
- 1994: ACU/UNITWIN-Stipendium für Frauen
- 1998: President’s Excellence Award der International Association of Lions Clubs
- 1999: Distinguished Award for Meritorious Service der Universität von Ghana
- 2003: Fellow of the Ghana Academy of Arts and Sciences
- 2012: Auszeichnung der ghanaischen Streitkräfte
- 2006: Meritorious Service Award der Akuafo Hall der Universität von Ghana
- Doctor of Laws (LL.D.) (Honoris Causa) der University of Ghana